# Bertrand du Pouget
Bertrand du Pouget (en italiano Bertrando del Poggetto) (Castelnau-Montratier, c. 1280 - Villeneuve-lès-Avignon, 3 de febrero de 1352) fue un diplomático y cardenal francés.

## Biografía
Sobrino del Papa Juan XXII, como cardenal nepote participó activamente en las consecuencias prácticas del traslado del papado de Roma a Aviñón, y también en el esfuerzo por mantener el prestigio papal en Italia, por ejemplo, patrocinando comisiones artísticas en Bolonia.
Expulsó de Italia a Piacenza a Galeazzo I Visconti, vicario imperial de Enrique VII del Sacro Imperio Romano Germánico, y en 1329 organizó una quema pública del De monarchia, de Dante.
Fue creado cardenal sacerdote de San Marcelo en 1316, y se convirtió en obispo de Ostia en 1327. Aparece como personaje en El nombre de la rosa, de Umberto Eco, como legado papal.